# Xoáy thuận nhiệt đới ở Đông Nam Thái Bình Dương

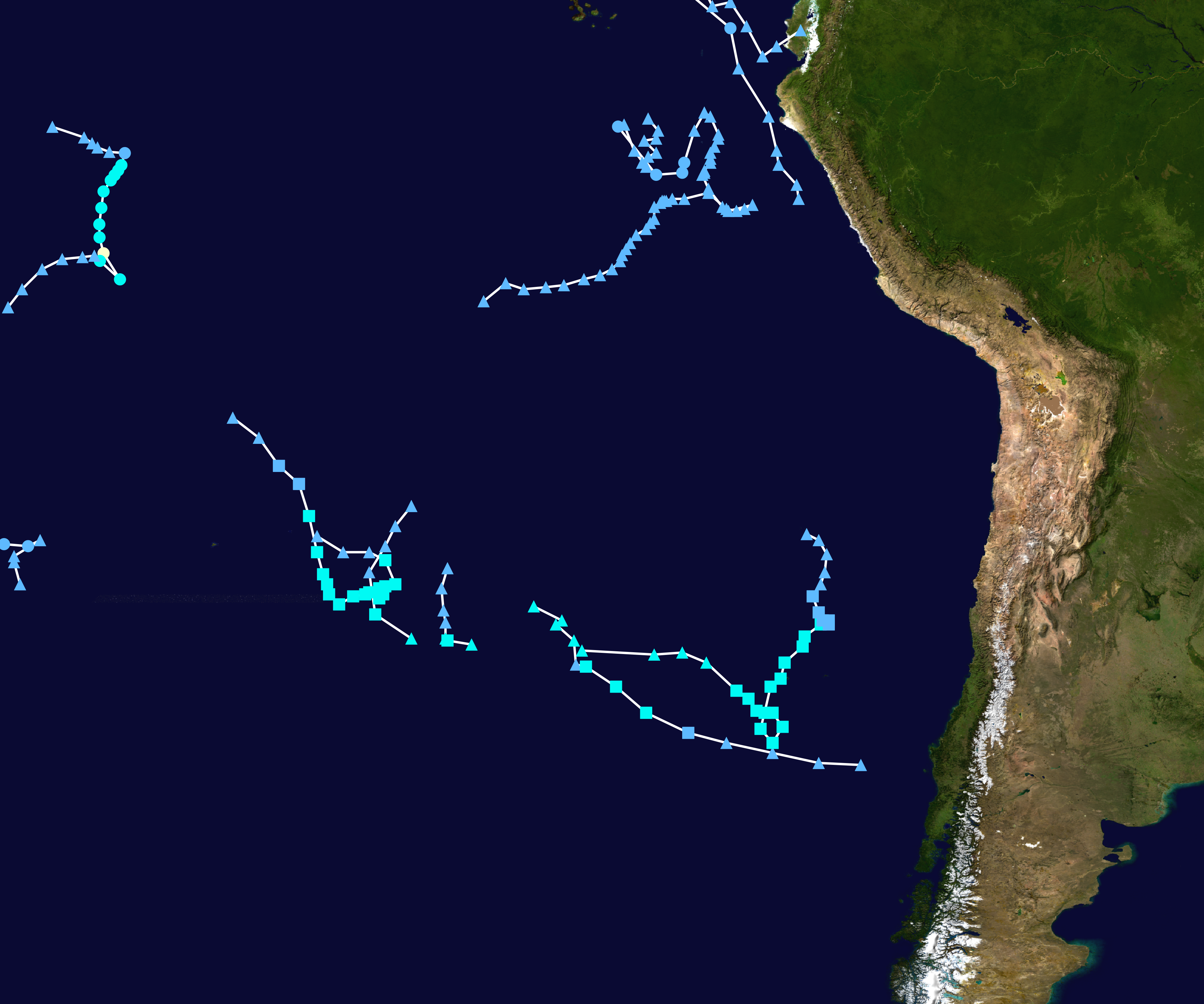
Đường đi của các xoáy thuận nhiệt đới và cận nhiệt đới ở Đông Nam Thái Bình Dương từ tháng 5 năm 1983 đến nay, ngoại trừ Hinano

Sự hình thành xoáy thuận nhiệt đới là cực kỳ hiếm ở vùng viễn đông nam Thái Bình Dương, vì nhiệt độ bề mặt nước biển lạnh do Dòng hải lưu Humboldt tạo ra, thiếu sự hình thành nhiễu động nhiệt đới và cũng do độ đứt gió cao gây bất lợi; như vậy, không có ghi nhận nào về một cơn bão nhiệt đới ảnh hưởng đến miền tây Nam Mỹ cho đến tháng 3 năm 2023 khi một xoáy thuận nhiệt đới có tên không chính thức là Yaku hình thành và đã gây mưa lớn và lũ lụt nghiêm trọng ở miền bắc Peru và Ecuador khiến ít nhất 8 người thiệt mạng dù không đổ bộ trực tiếp vào khu vực. Ít nhất sáu cơn bão đã hình thành từ năm 1983 trong khu vực, tuy nhiên các cơn bão xoáy nhiệt đới thường hình thành ở các khu vực gần vùng lân cận Melanesia và phía tây Polynesia.

## Nguyên nhân về sự phát triển nhiệt đới không thường xuyên ở Đông Nam Thái Bình Dương

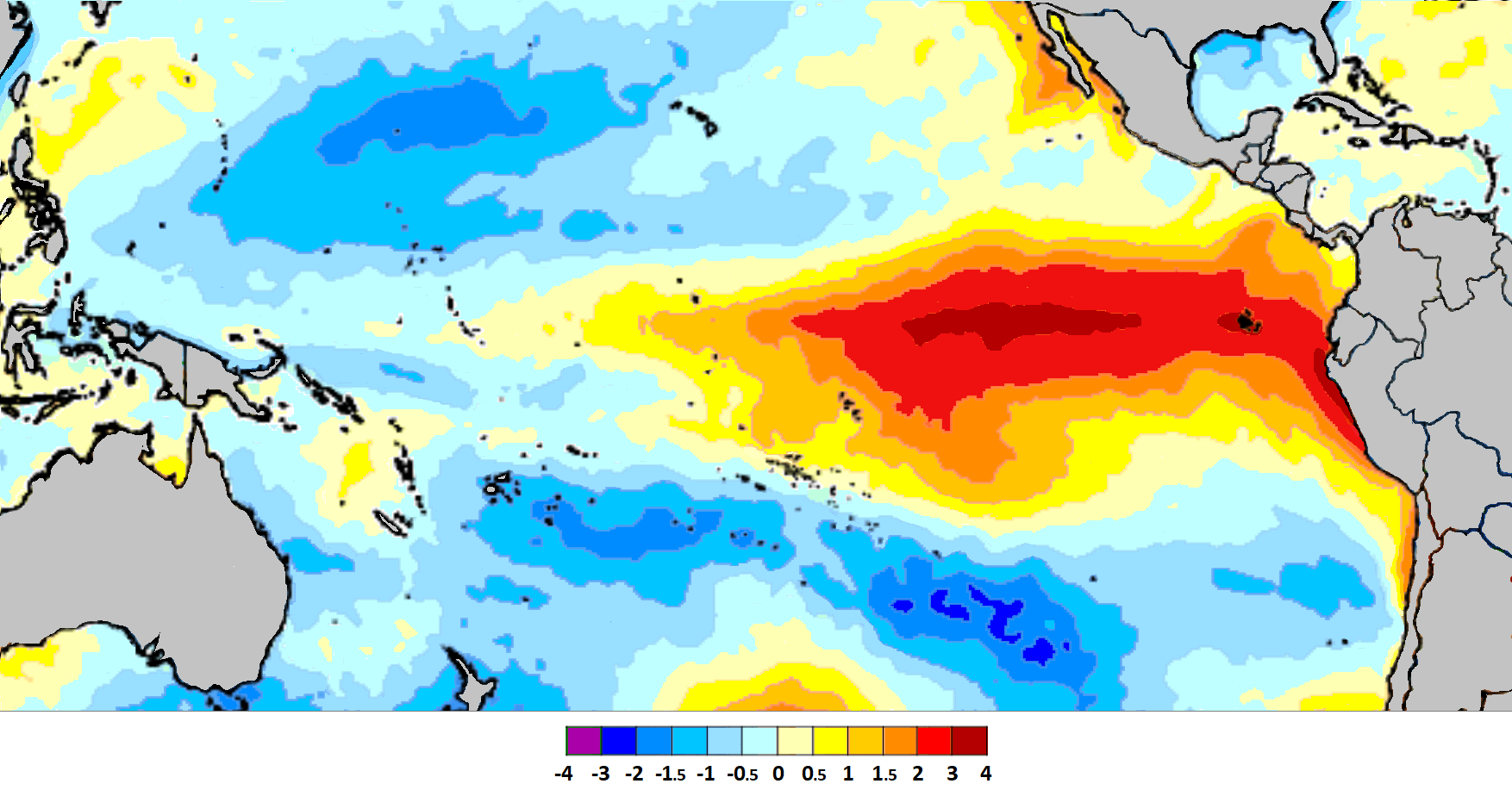
Đây là bản đồ của Thái Bình Dương trong mùa đông 1982-1983, cho thấy sự bất thường nhiệt độ bề mặt biển ấm đáng kể xuất hiện trong El Niño năm 1982-83.

Các cơn bão nhiệt đới thường cần nhiều yếu tố để hình thành, chẳng hạn như độ ẩm dồi dào, độ đứt gió theo phương thẳng đứng thấp và sự chênh lệch lớn giữa nhiệt độ mặt nước biển và nhiệt độ trên cao. Nói chung, xoáy thuận nhiệt đới có xu hướng hình thành trên vùng nước ấm, thường gần các vùng nhiệt đới hơn. Mặc dù người ta đã quan sát thấy rằng, trong một số trường hợp, xoáy thuận nhiệt đới có thể tồn tại ở nhiệt độ thấp hơn. Một ví dụ về điều này là cơn bão Alex của mùa bão năm 2016 ở Đại Tây Dương.
Các sự kiện El Niño thường góp phần hình thành các cơn bão này và cũng cho phép các mùa bão hoạt động khá tích cực được ghi nhận ở phía tây Nam Thái Bình Dương, chẳng hạn như các mùa 1982-83 và 1997-98. Hiện tượng này đã cho phép ghi lại các điều kiện nhiệt độ và độ ẩm bề mặt biển lý tưởng để hình thành hai cơn bão xoáy, một cơn áp thấp nhiệt đới vào năm 1983 và một cơn bão cận nhiệt đới vào năm 2015. Cơn áp thấp năm 1983 xảy ra vào cuối một trong những đợt El mạnh nhất. Hiện tượng Niño được ghi lại, đó là vào năm 1982-83, trùng với mùa bão nhiệt đới hoạt động mạnh ở Nam Thái Bình Dương.

## Những cơn bão đáng chú ý đã ghi nhận
Dòng thời gian này biểu thị ngày mà năm hệ thống đã biết đã hình thành.  Điều này không tính đến năm, chúng được thể hiện rõ ràng bằng tháng hình thành và tiêu tan.

### Xoáy thuận nhiệt đới 02
Vào ngày 10 tháng 5 năm 1983, xoáy thuận nhiệt đới ở cực đông đã phát triển ở Nam Thái Bình Dương, gần nhất với Nam Mỹ trong kỷ nguyên vệ tinh vào thời điểm đó. Ban đầu, nó được các nhà nghiên cứu tại Đại học Hawaii đặt tên là Áp thấp nhiệt đới thứ hai, bởi vì nó là áp thấp nhiệt đới 02 phát triển trong Mùa bão Nam Thái Bình Dương 1982-83.
 Theo các ước tính được thực hiện bằng kỹ thuật Dvorak, cường độ gió duy trì cao nhất là gần 65 hải lý trên giờ (120 km/h), được ghi lại trong đêm ngày 13 tháng 5, với áp suất tối thiểu ước tính trong khoảng 981 hPa và phân loại của Dvorak là T4.0, được phân loại là xoáy thuận nhiệt đới nghiêm trọng cấp 2 trên Thang bão Úc và Nam Thái Bình Dương.  Trong những giờ đầu tiên của ngày 14 tháng 5, nó bắt đầu suy yếu cho đến khi tan rã  vào khoảng cùng ngày. 12.9°S 115.8°W.
Những nơi gần nhất với cơn bão này là Isla de Pascua ở Chile, và đảo Fatu-Hiva ở Polynesia thuộc Pháp.

### Bão Hinano
Nhiễu động nhiệt đới đã hình thành nên Xoáy thuận nhiệt đới dữ dội Hinano lần đầu tiên được ghi nhận vào ngày 19 tháng 2 năm 1989 bởi Chi nhánh phân tích khái quát của Hoa Kỳ.  Vào thời điểm này, nó nằm ở vị trí khoảng 630 km (390 mi) về phía tây bắc của Adamstown thuộc quần đảo Quần đảo Pitcairn. Sau đó, hệ thống này trôi dạt về phía tây nam và được Văn phòng Khí tượng Tahiti chỉ định là áp thấp nhiệt đới yếu trong ngày 21 tháng 2.
Hinano cuối cùng đã di chuyển trở lại khu vực phía đông của lưu vực Nam Thái Bình Dương trong khi đạt cực đại là một cơn bão nhiệt đới tương đương cấp 2 trên Thang sức gió bão Saffir–Simpson, và tan sau đó.

### Bão Katie
Vào ngày 29 tháng 4 năm 2015, gần cuối Mùa xoáy thuận Nam Thái Bình Dương 2014–15, một xoáy thuận ngoại nhiệt đới đã phát triển ở vùng Đông Nam Thái Bình Dương xa xôi, trước khi chuyển thành áp thấp nhiệt đới tương đối sớm sau đó. Cơn bão đã chuyển thành áp thấp cận nhiệt đới ở 102,9° kinh tây, bên ngoài ranh giới phía đông của lưu vực Nam Thái Bình Dương là 120° kinh tây. Vào khoảng thời gian này, Dịch vụ thời tiết của Hải quân Chile đã đưa cơn bão vào Cảnh báo Biển động của họ, khiến nó ở đó cho đến ngày 4 tháng 5. Trong vài ngày tiếp theo, hệ thống di chuyển về phía tây nam, trước khi chuyển hướng về phía đông nam.  Vào ngày 1 tháng 5, cơn bão đã mạnh lên thành cường độ bão cận nhiệt đới và tạo thành một vòng xoáy nhỏ về phía tây. Trong thời gian này, hệ thống đã gặp phải nhiệt độ bề mặt biển cao hơn khoảng 1 °C (1,8 °F) trên mức trung bình và độ đứt gió thấp, do sự kiện El Niño cực mạnh, cho phép cơn bão tiếp tục mạnh lên và tổ chức tốt hơn. Vào ngày 2 tháng 5, cơn bão có thể đã đạt cường độ cực đại, với sức gió duy trì tối đa là 72 km/h (45 mph; 39 kn), và áp suất thấp tối thiểu là 993 hPa (29,32 inHg). Vào khoảng thời gian này, cơn bão được đặt tên không chính thức là Katie. Katie sau đó di chuyển về phía tây, dần yếu đi.  Vào ngày 4 tháng 5, Katie suy yếu thành áp thấp cận nhiệt đới và bắt đầu di chuyển nhanh hơn về phía tây bắc, đi qua phía đông của Đảo Phục Sinh, trước khi thoái hóa thành tàn dư áp thấp. Vào ngày 6 tháng 5, tàn tích còn sót lại của Katie tan biến. Trong toàn bộ thời gian tồn tại của Katie, cơn bão duy trì ở phía đông 120° kinh tây, không nằm trong ranh giới được công nhận chính thức của lưu vực.
Xoáy thuận cận nhiệt đới Katie được ghi nhận không chính thức là xoáy thuận nhiệt đới hoặc cận nhiệt đới ở cực đông thứ hai từng được quan sát hình thành ở Nam Thái Bình Dương, chuyển đổi thành một hệ thống cận nhiệt đới gần 102,9° kinh tây. Điều này đã phá vỡ kỷ lục trước đó về khoảng 110° kinh tây, được thiết lập bởi áp thấp nhiệt đới vào tháng 5 năm 1983. "Katie" cũng là hệ thống nhiệt đới hoặc cận nhiệt đới đầu tiên hình thành ở phía đông ranh giới phía đông chính thức của lưu vực Nam Thái Bình Dương là 120° kinh tây kể từ một áp thấp nhiệt đới khác vào tháng 5 năm 1983. Tuy nhiên, vào tháng 5 năm 2018, kỷ lục của Katie đã bị phá vỡ bởi Cơn bão cận nhiệt đới Lexi, hình thành cách bờ biển Chile chỉ vài trăm dặm, gần 80° kinh tây. Xoáy thuận nhiệt đới cực kỳ hiếm ở vùng viễn đông nam Thái Bình Dương, vì nhiệt độ mặt nước biển lạnh được tạo ra bởi Dòng hải lưu Humboldt, thiếu sự hình thành xáo trộn nhiệt đới và cũng do độ cắt gió cao không thuận lợi; như vậy, không có hồ sơ nào về một cơn bão nhiệt đới ảnh hưởng đến phía tây Nam Mỹ. Sự hình thành xoáy thuận nhiệt đới ở vùng cực này của Đông Nam Thái Bình Dương hiếm đến mức chưa có cơ quan cảnh báo nào được chỉ định cho khu vực phía đông 120° kinh tây. Xoáy thuận cận nhiệt đới Katie hình thành trong một sự kiện El Niño cực mạnh;  vùng nước ấm bất thường 1 °C (1,8 °F) trên mức trung bình và thấp độ đứt gió trên toàn khu vực có thể đã góp phần vào sự hình thành hiếm có của hệ thống. Mặc dù các đặc điểm quan sát được của Katie phù hợp với đặc điểm của một cơn bão cận nhiệt đới, nhưng phân tích chi tiết cho thấy cơn bão có thể đã chuyển đổi thành một cơn bão nhiệt đới trong một thời gian ngắn, vào khoảng thời gian cường độ cực đại của nó.

### Bão Lexi
Vào ngày 4 tháng 5 năm 2018, một hệ thống được xác định là xoáy thuận cận nhiệt đới hình thành ở phía đông 120°T, gần 80° kinh tây, chỉ cách bờ biển của Chile vài trăm dặm, các nhà nghiên cứu đã đặt tên không chính thức cho cơn bão là Lexi. Lốc xoáy hình thành ở một khu vực không có Trung tâm khí tượng chuyên ngành khu vực, vì vậy nó không được phân loại chính thức. Vào ngày 9 tháng 5, bộ phận dịch vụ vệ tinh của NOAA đã phân loại hệ thống này là một cơn bão cận nhiệt đới yếu, mặc dù xảy ra ở nhiệt độ bề mặt nước biển mát hơn (dưới 20 °C).

### Bão Humberto
Vào ngày 13 tháng 1 năm 2022, Trung tâm dự báo thời tiết (WPC) ghi nhận Xoáy thuận cận nhiệt đới có cường độ bão cận nhiệt đới ở khoảng 440 nmi (810 km; 510 mi) ở phía tây-tây nam của Quần đảo Juan Fernández. Cơn bão nhỏ tan vào ngày hôm sau. Tương tự như những cơn bão trước đây hình thành ở khu vực này, nó được các nhà nghiên cứu đặt tên không chính thức là Humberto, để vinh danh Humberto Fuenzalida.

### Bão Yaku
Bão Yaku là một hệ thống áp thấp bất thường ở Đông Nam Thái Bình Dương đã tác động đến Ecuador và miền bắc Peru vào đầu tháng 3 năm 2023. Cơ quan Khí tượng Thủy văn Quốc gia Peru (SENAMHI) mô tả nó là một "cơn xoáy thuận có các đặc điểm nhiệt đới vô tổ chức" chưa từng thấy kể từ năm 1983 hoặc 1998.